# Salogo (département)
Pour le chef-lieu, voir Salogo.
Salogo est un département et une commune rurale du Burkina Faso, situé dans la province du Ganzourgou et dans la région du Plateau-Central. En 2006, la population est 21 083 habitants.

## Villages
Le département compte un village chef-lieu (populations actualisées en 2006) :
- Salogo	(3 892 habitants)

et quatorze autres villages :
- Boilghin (1 098 habitants)
- Filiba (1 737 habitants)
- Foulgo (879 habitants)
- Gnégnéogo (1 979 habitants)
- Koumséogo (2 606 habitants)
- Nonghin (1 462 habitants)
- Sambtenga (1 064 habitants)
- Sankango (1 289 habitants)
- Tandaga (688 habitants)
- Tansablogo (403 habitants)
- Yamegtenga (796 habitants)
- Zamsé (1 081 habitants)
- Zoétgomdé (103 habitants)
- Zomnogo (2 006 habitants)